# Piénines
Les Piénines, ou Pieniny en polonais et en slovaque, sont une chaîne de montagnes à cheval sur la frontière entre la Pologne et la Slovaquie dans les Carpates occidentales.

## Géographie
Situées de part et d'autre de la frontière slovaco-polonaise, les Piénines sont une chaîne de montagnes réputée pour ses sites calcaires d’une beauté exceptionnelle. La région est aussi appelée Zamagurie.
Cette chaîne est découpée en trois parties : Pieniny Spiskie et Pieniny Właściwe en Pologne, et Malé Pieniny en Slovaquie.
Le point culminant est le sommet Vysoké Skalky (Wysokie Skałki en polonais) ; il atteint 1 052 mètres d'altitude. Le pic le plus célèbre, situé dans le massif des Trois Couronnes, est le pic des Trois Couronnes (Okrąglica), à 982 mètres d'altitude.
Les Piénines, qui se composent principalement de strates de roches calcaires et dolomitiques, se sont formées au fond de la mer au cours de plusieurs époques géologiques. Elles sont pliées et se développent au Crétacé supérieur. Au début du Tertiaire, une deuxième vague de mouvements tectoniques a lieu. La troisième vague de mouvements durant le Paléogène et le Néogène aboutit à une structure tectonique plus complexe. Dans le même temps, l'érosion décape les roches du manteau externe. Les pics sont issus de roches jurassiques résistant aux intempéries, principalement calcaires. Les vallées et les cols sont créés à partir de roches plus douces et plus sensibles à l'altération.
Les grottes et les caves sont de petites dimensions et sont peu nombreuses. En revanche, les rivières et les ruisseaux découpent profondément la roche, créant ravins et gorges. Les collines qui bordent la frontière septentrionale des Piénines sont d'origine volcanique.
La rivière Dunajec, qui coule au travers des parcs nationaux des Piénines (parc polonais et parc slovaque), offre aux randonneurs (promenade à pied, à vélo ou descente en radeau) l'occasion de contempler l'une des plus belles gorges d'Europe.

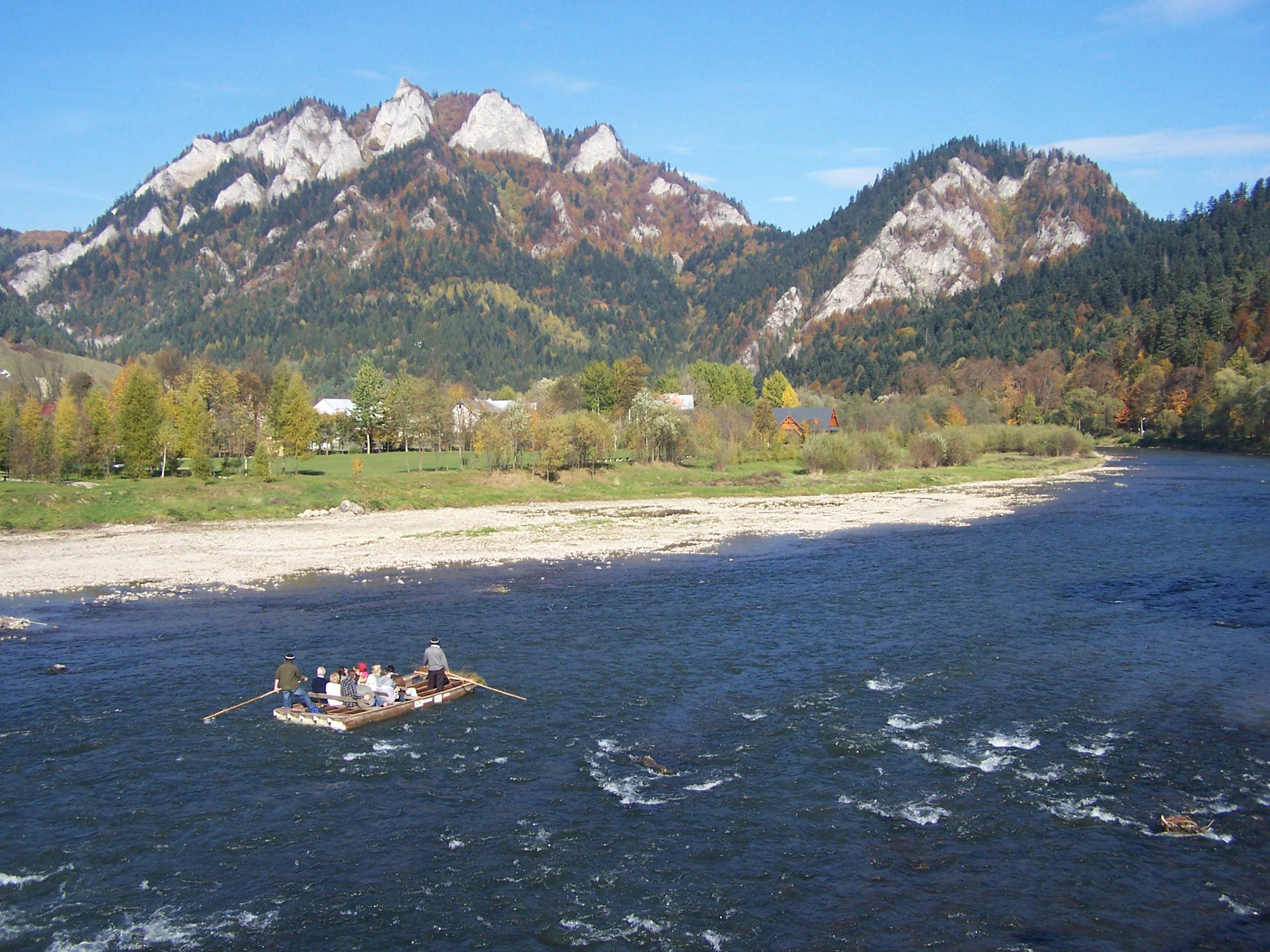
Le massif des Trois Couronnes et le mont Facimiech.
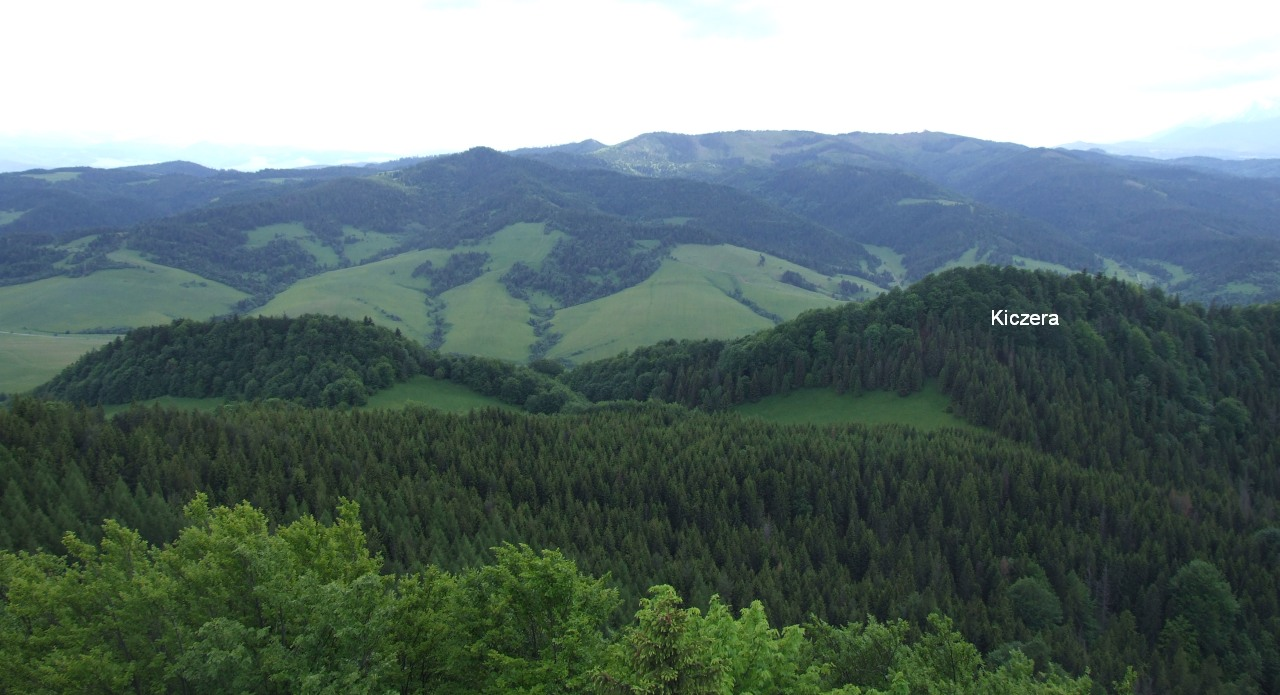
Le pic Kiczera et la région Magura Spiska, vues du pic Vysoké Skalky.
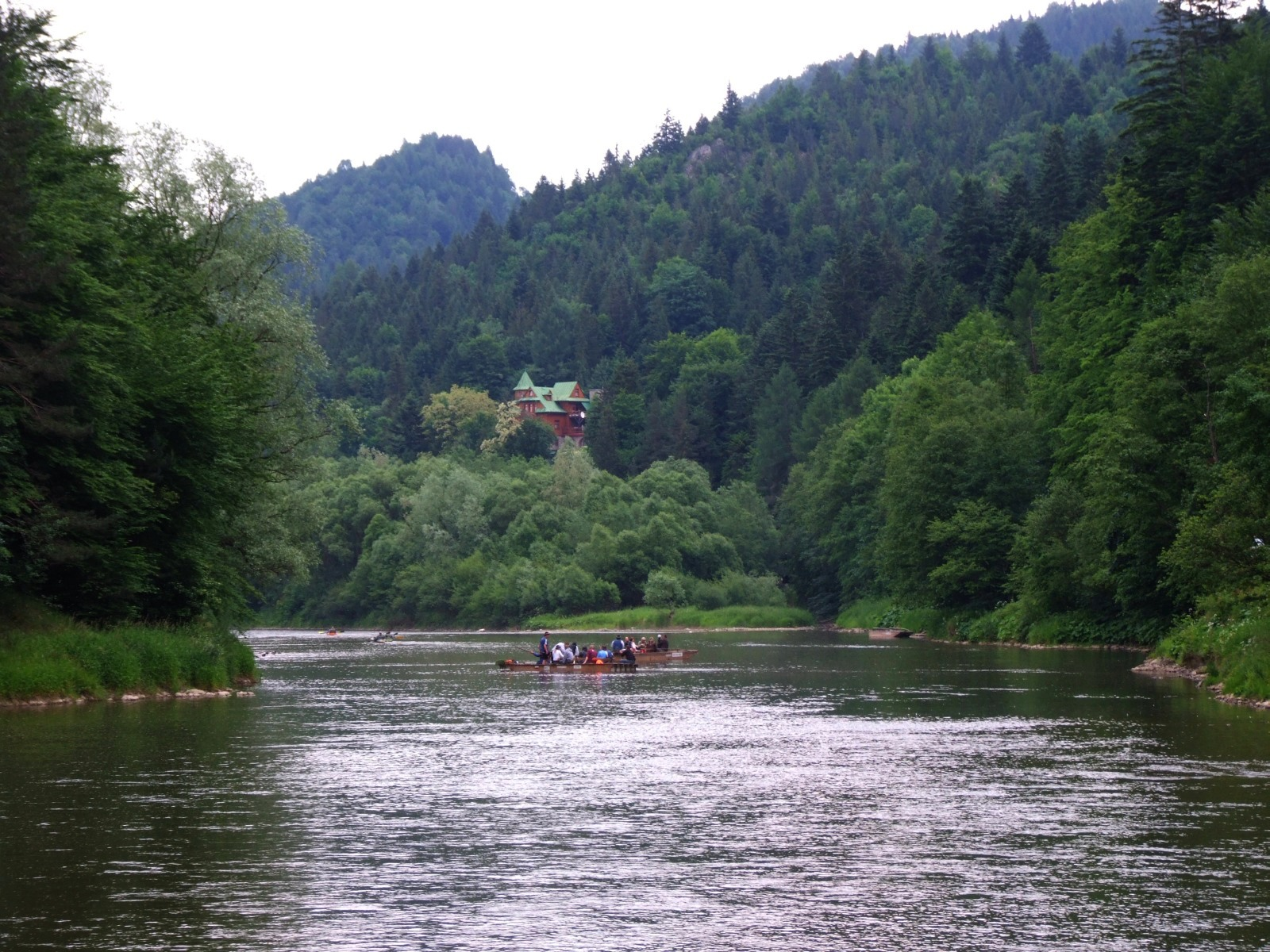
La rivière Dunajec.
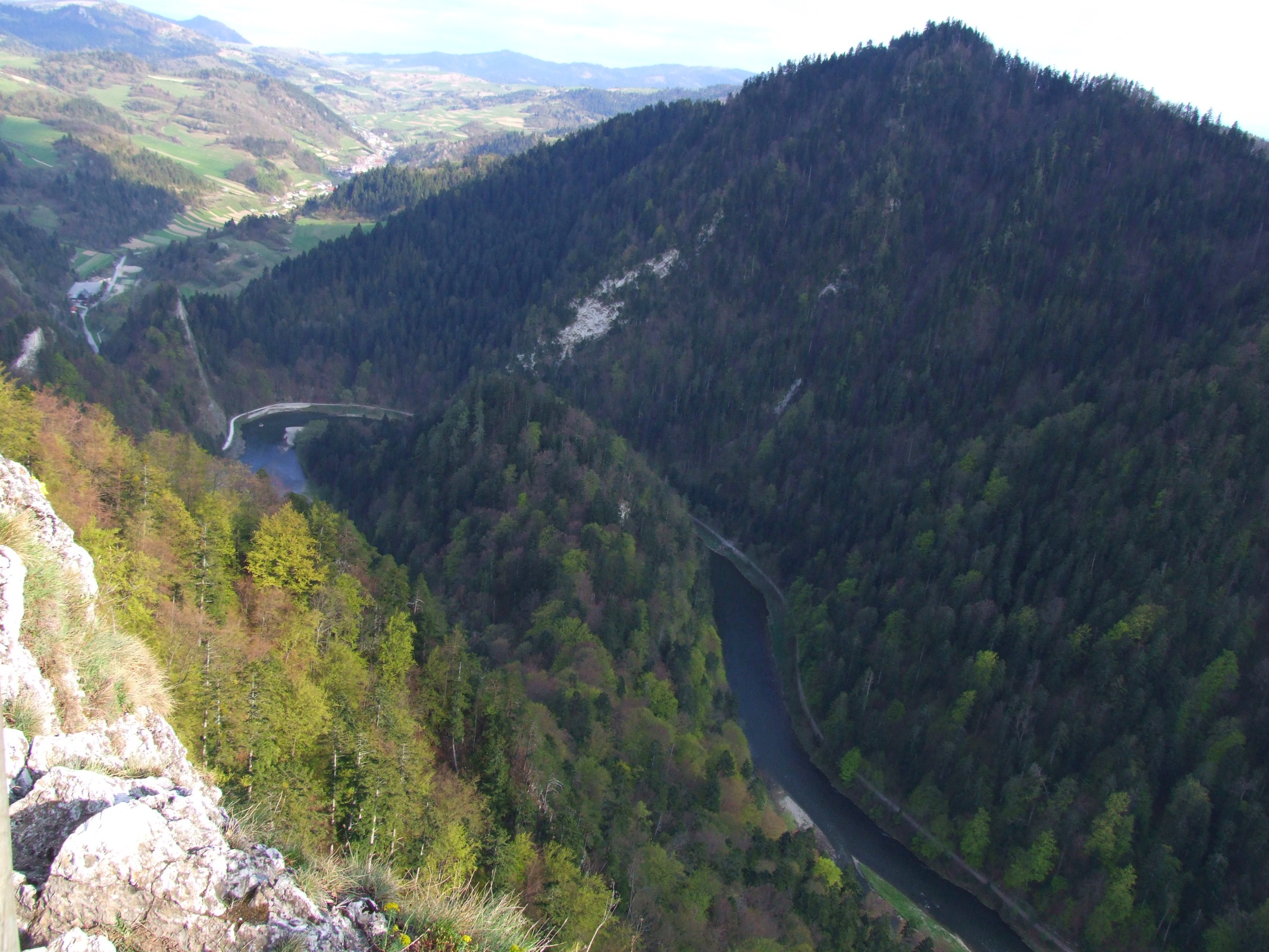
Vue sur le Dunajec depuis le pic de Sokolicy.
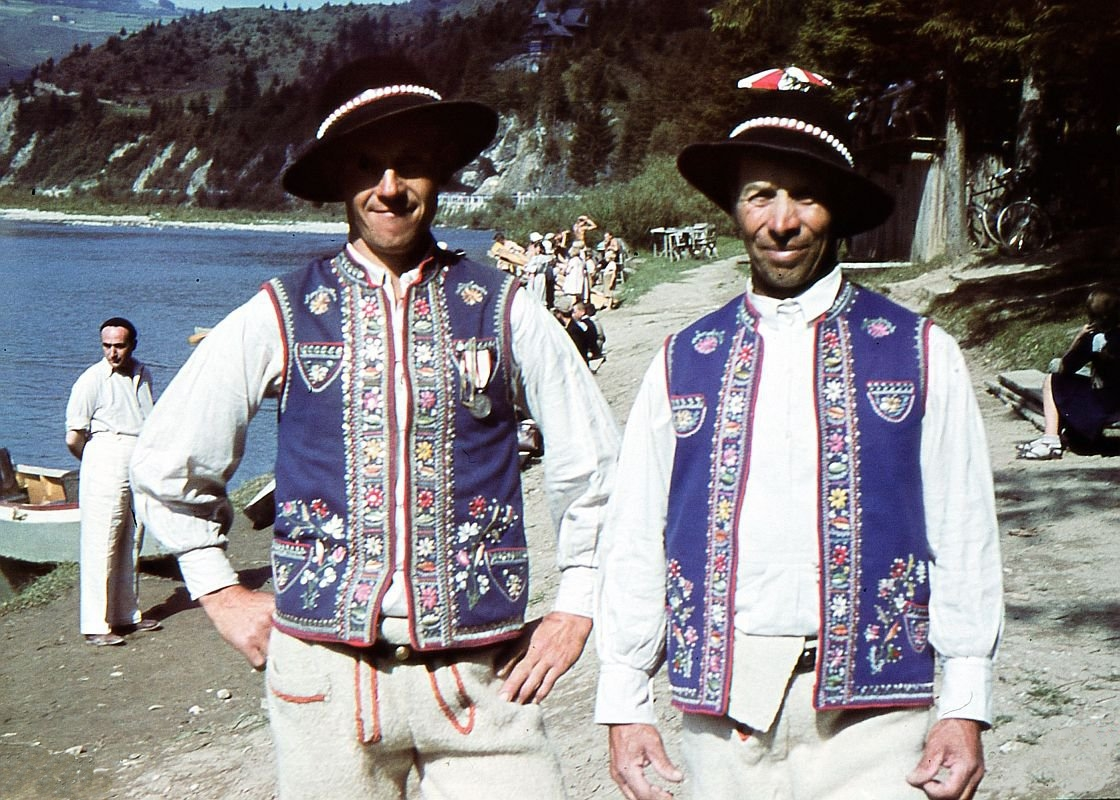
Habits traditionnels dans les Piénines en 1939.
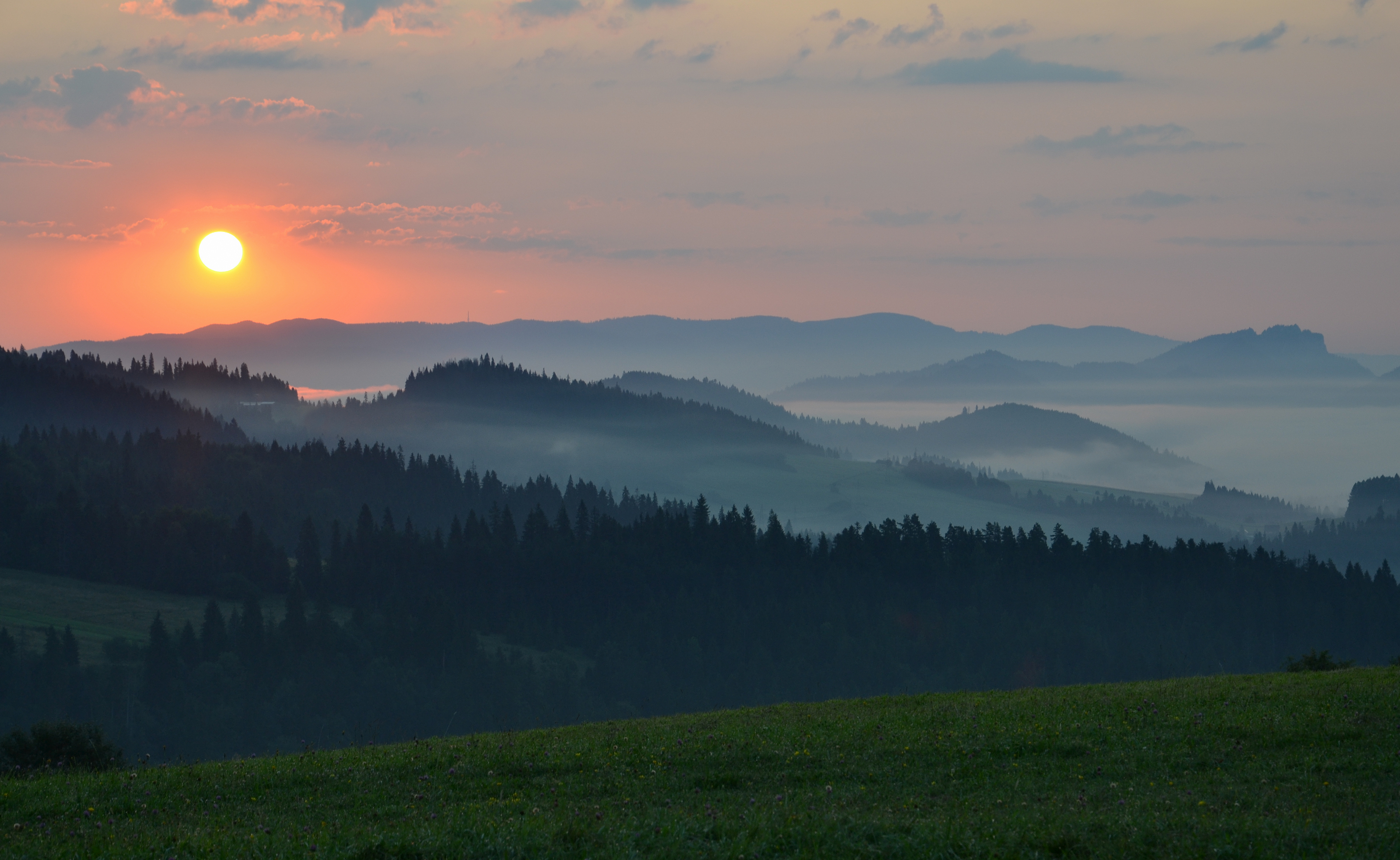
Coucher de soleil dans les Piénines. Août 2018.

## Faune et flore

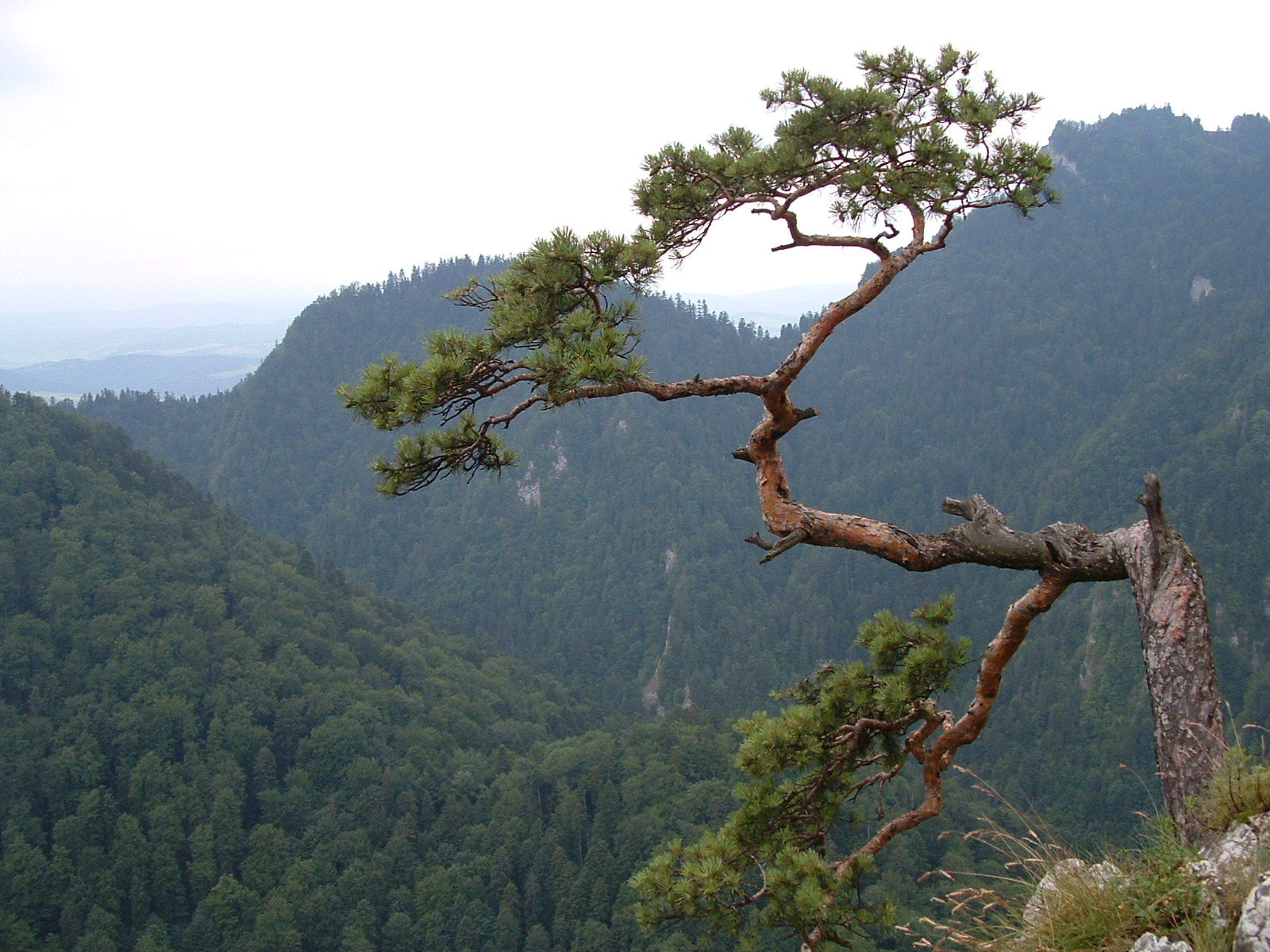
Pin relicte sur le pic de Sokolicy.

Protégées depuis longtemps par les parcs nationaux, on y rencontre plus de 160 espèces de plantes de montagne, dont deux espèces endémiques : le vélar des Piénines et le pissenlit des Piénines.
Nombreux sont les orchis et, sur les prés, on peut voir le vératre de Lobel, une plante à belles et grandes feuilles. Le mois de juin est le plus propice pour observer les fleurs et les plantes.
Les grands mammifères y sont peu nombreux, mais les prairies d'altitude sont fameuses pour leur abondance en papillons : l’espèce la plus connue est l'apollon.